# آرثر بلوثنثال
آرثر بلوثنثال (بالإنجليزية: Arthur Bluethenthal)، المعروف بلقبه بلووي (Bluey)، (1 نوفمبر 1891 – 5 يونيو 1918)، كان لاعب كرة قدم أمريكية بارزًا لفريق جامعة برينستون، حيث حصل على لقب كل الأمريكيين (All-American). تطوع لاحقًا للقتال في الحرب العالمية الأولى في صفوف الجيش الفرنسي، وقُتل في أثناء تأديته للواجب الحربي.

## الحياة المبكرة والتعليم
وُلد بلوثنثال في مدينة ويلمينغتون بولاية كارولاينا الشمالية. نشأ في عائلة يهودية بارزة، ودرس في مدرسة فيليبس إكستر الأكاديمية، ثم التحق بجامعة برينستون، حيث برز كواحد من أفضل اللاعبين في خط الدفاع خلال سنواته الجامعية.

## الخدمة العسكرية
بعد اندلاع الحرب العالمية الأولى، قرر بلوثنثال الانضمام إلى الفيلق الأجنبي الفرنسي (Légion étrangère)، ثم التحق فيما بعد بسلاح الجو الفرنسي كطيار في سرب بوم الجوية (Escadrille Breguet 227)، وهو أحد أسراب القاذفات. شارك في عدة مهمات قتالية في الجبهة الغربية، حيث قُتل خلال غارة جوية في شمال فرنسا عام 1918.

## الإرث والتكريم
أُقيمت جنازته في فرنسا بحضور زملائه من السرب، ثم نُقل جثمانه لاحقًا إلى الولايات المتحدة ودُفن في مسقط رأسه. كما أُطلق اسمه على مطار مدينة ويلمينغتون ليصبح "مطار بلوثنثال" (Bluethenthal Field)، تكريمًا له كأحد أوائل الأمريكيين الذين ضحّوا بحياتهم في الحرب لصالح فرنسا.